# Ewald Nowotny
Ewald Nowotny (nacido el 28 de junio de 1944, en Viena) es un economista y político austriaco socialdemócrata. En la actualidad es presidente (gobernador) del Banco Nacional de Austria y miembro del consejo de gobierno del Banco Central Europeo (BCE). Fue reelegido para un segundo mandato de seis años en 2013.

## Biografía
Se graduó con un doctorado de la Universidad de Viena en 1966, obtuvo su habilitación en la Universidad Johannes Kepler de Linz en 1972 y ha sido profesor a tiempo completo en la Universidad de Viena de Economía y Administración de empresas desde 1982. Desde 1974, ha desempeñado diversas funciones en el Partido Socialdemócrata de Austria. Fue miembro de la Nationalrat, la cámara más importante del parlamento austríaco, de 1978 a 1999. De 1999 a 2003, el Nowotny fue vicepresidente del Banco Europeo de Inversiones en Luxemburgo. Desde principios de 2006 hasta mediados de 2008, fue el director ejecutivo de BAWAG P. S. K..
Desde septiembre de 2008 ejerce el cargo de gobernador del Banco Nacional Austriaco y, por su pertenencia al Sistema Europeo de Bancos Centrales, es miembro del consejo de gobierno del BCE. Con el advenimiento de la crisis financiera griega de 2011, «algunos analistas vieron signos de las crecientes tensiones entre las autoridades Europeas y las agencias de calificación» y Nowotny dio la voz de alarma al decir que «las calificaciones de las empresas dificultaron la estabilización de la situación de la deuda griega». «Tenemos un situación un tanto extraña. Los propios bancos están listos, porque ellos también tienen interés en estabilizar Grecia», dijo Nowotny en Viena, según Dow Jones Newswires. «Las agencias de calificación están siendo en este asunto europeo mucho más estrictas y agresivas que en casos similares de América del Sur» En el verano de 2011, Nowotny dijo que es responsabilidad del BCE decidir si desea o no aceptar la deuda griega como garantía en caso de que las agencias de calificación den la puntilla al país al asignarle la calificación de default. «Al final del día tiene que ser decisión del BCE. El BCE no debe depender por completo de las agencias de calificación», Nowotny dijo en una entrevista con la cadena CNBC. «Es nuestra responsabilidad, nuestra propia decisión. Hemos demostrado esto en el caso de Irlanda, Grecia y Portugal, con respecto a qué tipo de garantía aceptamos». En mayo de 2015, ante una nueva situación de crisis de la deuda soberana griega, Nowotny dijo que si bien las discusiones «pueden ser refrescante y aportar nuevas ideas, pero al final del día, deben traducirse en resultados», añadiendo que las discusiones «no son un juegos» y «son más una cuestión política que una cuestión económicaõ. Dijo al mismo tiempo que él «no ve que el BCE tenga como misión como la creación de un gobierno financiero federal dentro de la zona del euro».

## Vida personal
Nowotny está casado y tiene un hijo.